# 布拉伊利夫卡 (洛佐瓦區)
49°7′27″N 36°20′40″E / 49.12417°N 36.34444°E
布拉伊利夫卡（烏克蘭語：Браїлівка）是位於烏克蘭東部的村莊，由哈爾科夫州洛佐瓦區的洛佐瓦市鎮負責管轄。該村始建於1928年，面積0.81平方公里，海拔高度139米，2001年人口209，人口密度每平方公里259.3人。